# IBSAブラインドサッカーワールドグランプリ2021
この項目では、2021年の5月30日から6月5日まで行われた、IBSAブラインドサッカーワールドグランプリ2021について記述する。
アルゼンチンが決勝で日本を2-0で下し、3連覇を果たした。

## 開催都市
全試合が品川区の天王洲公園で行われる。

## 参加チーム
計5チームが今大会に参加。4月28日に対戦カードと参加国が発表された。
- 日本 (開催国)
- フランス
- タイ
- スペイン
- アルゼンチン

## 結果

### 総当たり戦
5チームが1回戦総当たり方式で試合を行う。上位2チームが決勝へ、3位と4位のチームが3位決定戦へと進出する。

#### 順位表
| 順 | チーム       | 試 | 勝 | 分 | 敗 | 得 | 失 | 差 | 点 | 出場権    |
| -- | ------------ | -- | -- | -- | -- | -- | -- | -- | -- | --------- |
| 1  | アルゼンチン | 4  | 3  | 1  | 0  | 6  | 3  | +3 | 10 | 決勝      |
| 2  | 日本 (H)     | 4  | 2  | 2  | 0  | 3  | 1  | +2 | 8  | 決勝      |
| 3  | タイ         | 4  | 2  | 0  | 2  | 9  | 8  | +1 | 6  | 3位決定戦 |
| 4  | スペイン     | 4  | 1  | 1  | 2  | 4  | 5  | −1 | 4  | 3位決定戦 |
| 5  | フランス     | 4  | 0  | 0  | 4  | 1  | 0  | +1 | 0  |           |

### 3位決定戦
| 2021年6月5日 10:30 |

| タイ | 0–1 | スペイン |
|      |     |          |

| 品川区 観客数: 0 |

### 決勝
| 2021年6月5日 13:00 |

| アルゼンチン | 2–0 | 日本 |
|              |     |      |

| 品川区 観客数: 0 |